# Role Model (House M. D.)
"Role Model" (titulado "Todo un ejemplo" en España y "Modelo a seguir" en otras regiones de habla hispana) es el decimoséptimo episodio de la primera temporada de la serie estadounidense House M. D.. Fue estrenado el 12 de abril de 2005 en Estados Unidos. y emitido el 21 de marzo de 2006 en España.
Toxoplasmosis en el cerebro debido a una inmunodeficiencia causada por la medicación para combatir ataques de epilepsia (fenitoína) utilizada en la infancia combinada con la presencia del virus de Epstein-Barr.

## Sinopsis
"Role Model" es una expresión muy utilizada en Estados Unidos para referirse a las personas que por su función de determinados grupos sociales son tomadas como ejemplos a seguir. La expresión fue creada por el sociólogo Robert K. Merton, uno de los padres del funcionalismo estructuralista. 

### Caso principal
Gary H. Wright (Joe Morton), un senador afrodescendiente en campaña por la presidencia de los Estados Unidos, sufre un ataque de mareos y vómitos antes de desmayarse durante un discurso.

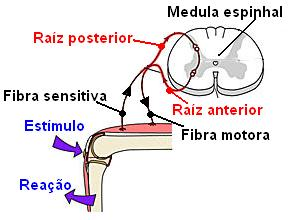
House pensaba que se trataba de una afección sin ninguna complejidad, hasta que el examen de rutina reveló que el paciente no tenía el reflejo rotuliano.

El caso es asignado a House directamente por Vogler, el nuevo presidente del Hospital Escuela. House lo considera un caso sin complejidad, probablemente una indigestión y mientras Foreman lo examina, hace comentarios sarcásticos sobre un poco probable accidente sucedido en su niñez, para explicar una gran cicatriz en la lengua. Pero su rostro cambia cuando la rodilla izquierda no responde al reflejo rotuliano: "no es su comida, es su cerebro". Ordena una imagen por resonancia magnética (IRM) y una punción lumbar.
La IRM solo muestra una pequeña alteración en el área de Broca y House decide realizar una riesgosa operación cerebral exploratoria que revela que tiene toxoplasmosis, una enfermedad causada por un protozoo que, cuando se presenta en el cerebro, está asociada con el VIH. El senador rechaza terminantemente que la causa pueda ser el VIH, algo que House descuenta. El examen ELISA da positivo y el senador comienza a tomar antirretrovirales. El recuento de células T es muy bajo, solo 8 por milímetro cúbico, indicando así que la enfermedad estaba muy avanzada y que seguramente morirá. House precisa el nombre de las parejas sexuales del senador para avisarles, y este le dice que solo tuvo dos novias y en ambos casos usó condón. House piensa que el senador miente, porque las posibilidades de contraer sida en una relación heterosexual con condón es casi insignificante. El médico y el político tienen entonces un intercambio de ideas sobre la confianza en las personas, que se relaciona con el título del capítulo. Yendo contra su habitual creencia de que "la gente siempre miente", House se conmueve con las palabras del político y decide hacer un nuevo test ELISA que, esta vez, da negativo ("pasa una vez cada cinco mil").
Los síntomas neurológicos empeoran y el paciente comienza a sufrir espasmos musculares. El equipo no encuentra explicaciones. Se descartan diagnósticos como deficiencia de inmunoglobulinas (anticuerpos) o deficiencia idiopática de células T. House recurre a un medio despesperado y ordena una ecografía de cuerpo completo.
La ecografía muestra solo irregularidades menores (nódulo linfático dilatados en la axila izquierda, en el cuello y en la ingle, y un quiste en el hígado), que House define como una "porquería", pero que de todos modos deben ser verificadas. De las biopsias resulta que el nódulo de la axila izquierda tiene anticuerpos de CB11. House piensa en la posibilidad de una leucemia de células vellosas (tricoleucemia) y ordena una biopsia del bazo. Cuando Foreman va solicitar la autorización del senador, ve que su estado de salud no permitiría el examen. House propone un método indirecto, buscando otras cosas que se presentan cuando hay células vellosas, que Chase y Cameron se encargan de precisar: virus raros como el HTLV o el LCTA. 
Los análisis vuelven a ser negativos, pero House nota que dieron positivos para el virus de Epstein-Barr y recuerda la mención que el senador hizo en el primer examen sobre el accidente en que se había cortado la lengua cuando era niño. House vuelve a interrogar al paciente y confirma que no se trató de un accidente, sino de la consecuencia de una convulsión debida a una epilepsia que, aunque sin síntomas desde la niñez, el senador ocultaba. El medicamento que tomaba de niño era fenitoína, que junto con el virus de Epstein-Barr, se asocian con la inmunodeficiencia común variable y ordena administrar inmunoglobulina intravenosa. Cameron duda de la posibilidad, debido a la antigüedad de la afección y House utiliza una frase que suele repetir:

Si mejora tengo razón, si muere tienes razón tú.

### Atención clínica de rutina
En la atención clínica de rutina, que House detesta porque lo aburre la ausencia de problemas médicos complejos, atiende a una mujer de unos 30 años que tiene spotting (metrorragia). House le dice que la causa es que sufrió un aborto espontáneo, que confirma por sus niveles hormonales. La paciente sin embargo dice que hace un año que no tiene relaciones sexuales con nadie. Finalmente House descubre que padece sexsomnia (sexo durmiendo) y que en ese estado mantenía relaciones sexuales sin recordarlo.

### Relaciones entre los personajes
Tres capítulos atrás Vogler, dueño de una empresa farmacéutica, había asumido como nuevo presidente del Hospital Escuela Princeton-Plainsboro con la filosofía de gestionarlo como si fuera un negocio y de inmediato chocó frontalmente con el Dr. House. En el capítulo siguiente Vogler le ordenó a House despedir a uno de los tres médicos de su equipo. En este capítulo Vogler le ofrece dejar sin efecto la orden de despedir a uno de los médicos si pronuncia un discurso elogiando un nuevo medicamento de su empresa. House no desea apoyar el nuevo medicamento porque se trata de un método repudiable de las empresas farmacéuticas de agregar un nuevo componente secundario para poder mantener la patente y aumentar los precios, sin ninguna razón médica. Transcurre todo el capítulo con ese dilema y lo resuelve al final.
Cameron le hace saber a House su agradecimiento por su actitud. Durante su dilema entre dar o no el discurso, House le pregunta a Cameron por qué le gusta. Finalmente decide dimitir para "protegerse" de House.
House nuevamente se comporta de manera diferente a su usual actitud cínica con respecto a los pacientes, llegando incluso a mostrar (a su manera) respeto por él, repitiendo la prueba ELISA basándose exclusivamente en la palabra del candidato de que no es VIH.

## Diagnóstico
Toxoplasmosis en el cerebro debido a una inmunodeficiencia causada por la medicación para combatir ataques de epilepsia (fenitoína) utilizada en la infancia combinada con la presencia del virus de Epstein-Barr.